# Championnat du monde junior de rugby à XV 2019
Navigation
Championnat du monde junior 2018 Championnat du monde junior 2023
Le Championnat du monde junior de rugby à XV 2019, 12ème édition de cette compétition, a lieu en Argentine du 4 au 22 juin 2019.
L'équipe de France, tenante du titre, s'impose en finale sur le score de 24 à 23 face à l'Australie.

## Équipes participantes et groupes
Les douze équipes nationales juniors qualifiées sont réparties dans les trois groupes suivants :
| Groupe A           | Groupe B       | Groupe C             |
| ------------------ | -------------- | -------------------- |
| France -20 (T)     | Angleterre -20 | Afrique du Sud -20   |
| Argentine -20      | Australie -20  | Nouvelle-Zélande -20 |
| Pays de Galles -20 | Italie -20     | Géorgie -20          |
| Fidji -20          | Irlande -20    | Écosse -20           |

## Stades
L'Argentine est désignée pour organiser la compétition ; les villes argentines de Rosario et Santa Fe sont choisies pour jouer les différentes rencontres.
| Ville    | Stade                           | Capacité |
| -------- | ------------------------------- | -------- |
| Rosario  | Racecourse Stadium              | -        |
| Rosario  | Club Old Resian                 | -        |
| Santa Fe | Club de Rugby Ateneo Inmaculada | -        |

## Résultats
Rencontres et résultats

### Phase de groupes

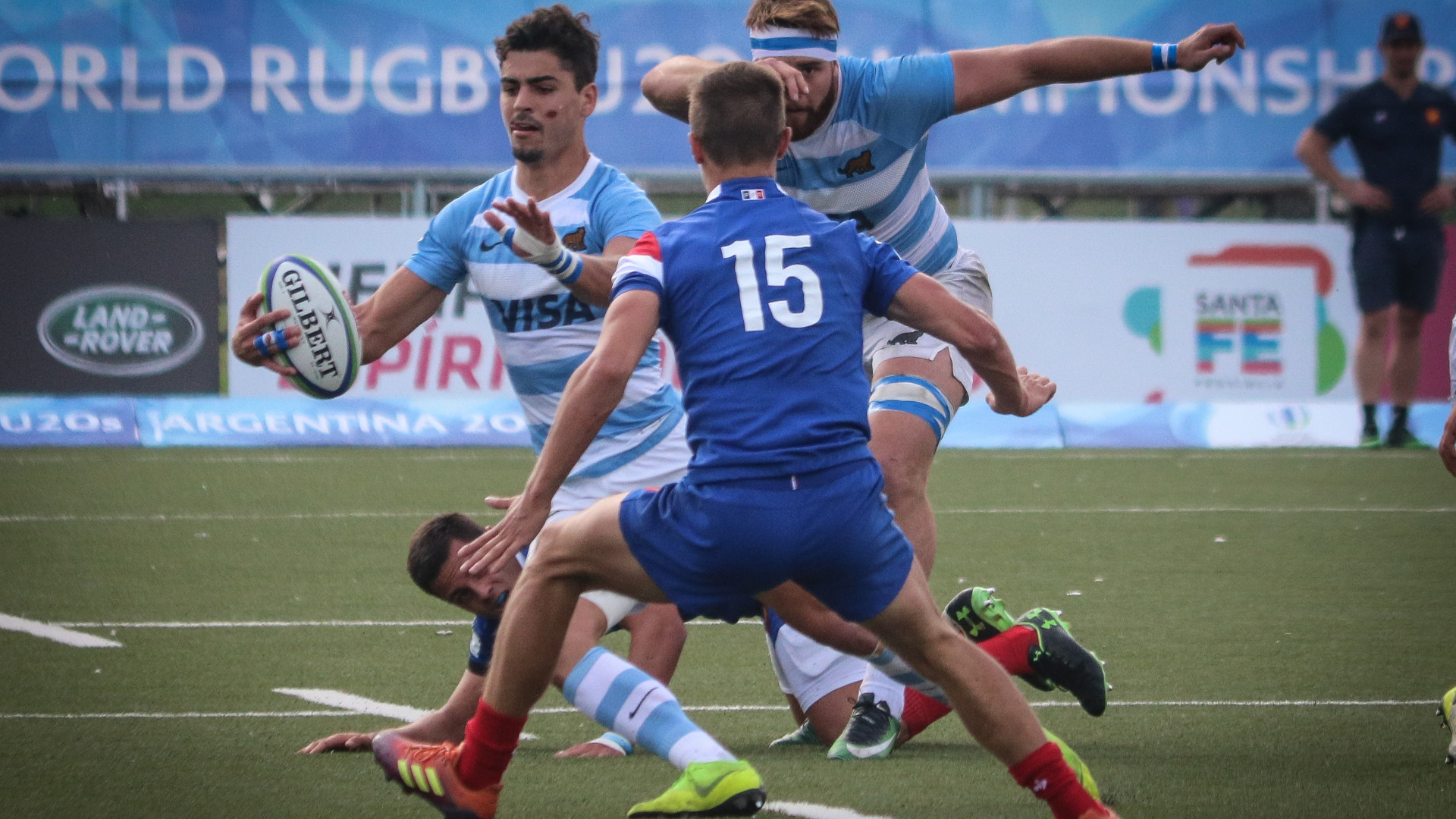
Les Argentins et les Français, respectivement hôtes et tenants du titre, s'affrontent en phase de poule.

- Qualifiés pour les demi-finales : les premiers de chaque groupe et le meilleur deuxième ;
- Participants au classement 5 à 8 : les deux moins bons deuxièmes et les deux meilleurs troisièmes ;
- Participants au classement 9 à 12 : le moins bon troisième et tous les quatrièmes.

#### Groupe A
| Rang | Pays               | J | V | N | D | Bo | Bd | Pm  | Pe  | Diff | Pts |
| ---- | ------------------ | - | - | - | - | -- | -- | --- | --- | ---- | --- |
| 1    | Argentine -20      | 3 | 2 | 0 | 1 | 2  | 1  | 113 | 70  | +43  | 11  |
| 2    | France -20         | 3 | 2 | 0 | 1 | 3  | 0  | 94  | 80  | +14  | 11  |
| 3    | Pays de Galles -20 | 3 | 2 | 0 | 1 | 1  | 0  | 87  | 85  | +2   | 9   |
| 4    | Fidji -20          | 3 | 0 | 0 | 3 | 1  | 0  | 62  | 121 | -59  | 1   |

|  | Qualifié pour les demi-finales       |
|  | Qualifié pour le classement de 5 à 8 |
|  | Classement de 9 à 12                 |

| 4 juin 2019 | (bd) Argentine -20 | 25 - 30 (10 - 11) | Pays de Galles -20 | Racecourse Stadium, Rosario Arbitre : Ben Blain (en) |
| 4 juin 2019 | Essai(s) : 3 Minervino (11e), Isgró (44e), Mendy (en) (60e) Transformation(s) : 2 Prisciantelli (en) (12e), de la Vega (60e) Pénalité(s) : 2 Prisciantelli (16e), de la Vega (77e) Carton(s) jaune(s) : 1 Tallone (55e) | Rapport           | Essai(s) : 2 Morgan (en) (28e), Conbeer (en) (65e) Transformation(s) : 1 Evans (66e) Pénalité(s) : 6 Evans (5e, 36e, 48e, 51e, 56e, 75e) | Racecourse Stadium, Rosario Arbitre : Ben Blain (en) |
| 4 juin 2019 | | Rapport           | | Racecourse Stadium, Rosario Arbitre : Ben Blain (en) |

| 4 juin 2019 | (bo) France -20 | 36 - 20 (15 - 13) | Fidji -20 | Racecourse Stadium, Rosario Arbitre : Nika Amashukeli |
| 4 juin 2019 | Essai(s) : 5 Taofiénua (2e), Joseph (26e, 59e, 73e), Coly (53e) Transformation(s) : 4 Smaïli (3e, 54e, 60e, 75e) Pénalité(s) : 1 Smaïli (15e) Carton(s) jaune(s) : 1 Dumortier (44e) | Rapport           | Essai(s) : 2 Ramasibana (36e), Waqaninavatu (66e) Transformation(s) : 2 Muntz (39e, 68e) Pénalité(s) : 2 Muntz (5e, 13e) | Racecourse Stadium, Rosario Arbitre : Nika Amashukeli |
| 4 juin 2019 | | Rapport           | | Racecourse Stadium, Rosario Arbitre : Nika Amashukeli |

| 8 juin 2019 | (bo) Argentine -20 | 41 - 14 (10 - 0) | Fidji -20 | Club de Rugby Ateneo Inmaculada, Santa Fe Arbitre : Andrea Piardi |
| 8 juin 2019 | Essai(s) : 7 de la Vega (9e), Mendy (en) (15e), Pedemonte (41e), Isgró (59e), Gurovich (es) (65e), Gallo (68e), de pénalité (80e+3) Transformation(s) : 3 de la Vega (65e, 69e), de pénalité (80e+3) Carton(s) jaune(s) : 1 Pedemonte (50e) | Rapport          | Essai(s) : 2 Waqa (en) (44e), Loaloa (71e) Transformation(s) : 2 Kuruvoli (45e, 72e) Carton(s) jaune(s) : 1 Qaranivalu (76e) | Club de Rugby Ateneo Inmaculada, Santa Fe Arbitre : Andrea Piardi |
| 8 juin 2019 | | Rapport          | | Club de Rugby Ateneo Inmaculada, Santa Fe Arbitre : Andrea Piardi |

| 8 juin 2019 | (bo) France -20 | 32 - 13 (10 - 8) | Pays de Galles -20                                            | Racecourse Stadium, Rosario Arbitre : Rasta Rasivhenge |
| 8 juin 2019 | Essai(s) : 4 Carbonel (22e), Pinto (47e), Lebel (65e), Delbouis (80e+2) Transformation(s) : 3 Carbonel (23e, 66e, 80e+3) Pénalité(s) : 2 Carbonel (14e, 55e)) | Rapport          | Essai(s) : 2 Lewis (en) (5e, 73e) Pénalité(s) : 1 Evans (25e) | Racecourse Stadium, Rosario Arbitre : Rasta Rasivhenge |
| 8 juin 2019 | | Rapport          |                                                               | Racecourse Stadium, Rosario Arbitre : Rasta Rasivhenge |

| 12 juin 2019 | (bo) Pays de Galles -20 | 44 - 28 (22 - 14) | Fidji -20 (bo) | Club de Rugby Ateneo Inmaculada, Santa Fe Arbitre : Pali Deluca |
| 12 juin 2019 | Essai(s) : 6 Reffell (5e), Buckland (13e), Lewis (en) (37e), Lake (55e), Warren (68e), Davies (en) (72e) Transformation(s) : 4 Evans (14e, 39e, 56e, 70e) Pénalité(s) : 2 Evans (36e, 80e) | Rapport           | Essai(s) : 4 Ramasibana (9e), Soqonawaqaloa (18e), Rasaku (49e, 57e) Transformation(s) : 4 Kuruvoli (10e, 19e, 50e, 58e) Carton(s) jaune(s) : 2 Sailo (33e), Kuilamu (54e) | Club de Rugby Ateneo Inmaculada, Santa Fe Arbitre : Pali Deluca |
| 12 juin 2019 | | Rapport           | | Club de Rugby Ateneo Inmaculada, Santa Fe Arbitre : Pali Deluca |

| 12 juin 2019 | (bo) France -20 | 26 - 47 (7 - 34) | Argentine -20 (bo) | Racecourse Stadium, Rosario Arbitre : Christophe Ridley (en) |
| 12 juin 2019 | Essai(s) : 4 Delord (28e), Joseph (44e), Taofifénua (53e), Lebel (76e) Transformation(s) : 3 Carbonel (29e, 44e, 54e) Carton(s) rouge(s) : 1 Zegueur (11e) | Rapport          | Essai(s) : 5 Gallo (11e), García (13e), González (21e), Dimcheff (40e+1), Castro (en) (70e) Transformation(s) : 4 de la Vega (12e, 14e, 23e), Roger (71e) Pénalité(s) : 5 de la Vega (3e, 25e, 40e+2, 49e), Roger (62e) Carton(s) jaune(s) : 1 Bur (es) (27e) Carton(s) rouge(s) : 1 Isgró (19e) | Racecourse Stadium, Rosario Arbitre : Christophe Ridley (en) |
| 12 juin 2019 | | Rapport          | | Racecourse Stadium, Rosario Arbitre : Christophe Ridley (en) |

#### Groupe B
| Rang | Pays           | J | V | N | D | Bo | Bd | Pm  | Pe | Diff | Pts |
| ---- | -------------- | - | - | - | - | -- | -- | --- | -- | ---- | --- |
| 1    | Australie -20  | 3 | 2 | 0 | 1 | 3  | 0  | 114 | 85 | +29  | 11  |
| 2    | Irlande -20    | 3 | 2 | 0 | 1 | 2  | 0  | 97  | 85 | +12  | 10  |
| 3    | Angleterre -20 | 3 | 2 | 0 | 1 | 1  | 0  | 106 | 98 | +8   | 9   |
| 4    | Italie -20     | 3 | 0 | 0 | 3 | 0  | 1  | 49  | 98 | -49  | 1   |

|  | Qualifié pour les demi-finales       |
|  | Qualifié pour le classement de 5 à 8 |
|  | Classement de 9 à 12                 |

| 4 juin 2019 | (bo) Australie -20 | 36 - 12 (17 - 0) | Italie -20                                                                | Club de Rugby Ateneo Inmaculada, Santa Fe Arbitre : Pali Deluca |
| 4 juin 2019 | Essai(s) : 5 Harris (en) (7e), Lonergan (40e+1, 62e), Reilly (en) (57e), Lolesio (66e) Transformation(s) : 4 Harrison (en) (7e, 40e+2, 63e, 67e) Pénalité(s) : 1 Harrison (18e) Carton(s) jaune(s) : 1 Cotton (en) (75e) | Rapport          | Essai(s) : 2 Taddia (76e), Trulla (80e) Transformation(s) : 1 Da Re (77e) | Club de Rugby Ateneo Inmaculada, Santa Fe Arbitre : Pali Deluca |
| 4 juin 2019 | | Rapport          |                                                                           | Club de Rugby Ateneo Inmaculada, Santa Fe Arbitre : Pali Deluca |

| 4 juin 2019 | Angleterre -20 | 26 - 42 (13 - 14) | Irlande -20 (bo) | Club de Rugby Ateneo Inmaculada, Santa Fe Arbitre : Damon Murphy (en) |
| 4 juin 2019 | Essai(s) : 3 Sleightholme (9e, 46e), Seabrook (en) (53e) Transformation(s) : 1 Vunipola (10e) Pénalité(s) : 3 Vunipola (3e, 26e, 43e) Carton(s) jaune(s) : 2 Hinkley (en) (34e), Vunipola (50e) Carton(s) rouge(s) : 1 Barbeary (67e) | Rapport           | Essai(s) : 6 Flannery (en) (12e), Moore (en) (27e), McCann (en) (51e, 60e), Healy (67e), Hodnett (75e) Transformation(s) : 6 Flannery (12e, 28e), Healy (52e, 61e, 68e, 76e) | Club de Rugby Ateneo Inmaculada, Santa Fe Arbitre : Damon Murphy (en) |
| 4 juin 2019 | | Rapport           | | Club de Rugby Ateneo Inmaculada, Santa Fe Arbitre : Damon Murphy (en) |

| 8 juin 2019 | (bo) Australie -20 | 45 - 17 (10 - 7) | Irlande -20 | Club de Rugby Ateneo Inmaculada, Santa Fe Arbitre : Christophe Ridley (en) |
| 8 juin 2019 | Essai(s) : 6 Tui (en) (24e), Lucas (en) (63e), Nawaqanitawase (65e), Frost (67e, 79e), Harrison (en) (77e) Transformation(s) : 6 Harrison (26e, 64e, 66e, 68e, 78e, 80e) Pénalité(s) : 1 Harrison (5e) Carton(s) jaune(s) : 1 Tupou (en) (16e) | Rapport          | Essai(s) : 2 Casey (36e), Moore (en) (57e) Transformation(s) : 2 Flannery (en) (37e), Healy (58e) Pénalité(s) : 1 Flannery (55e) Carton(s) rouge(s) : 1 Baird (21e) | Club de Rugby Ateneo Inmaculada, Santa Fe Arbitre : Christophe Ridley (en) |
| 8 juin 2019 | | Rapport          | | Club de Rugby Ateneo Inmaculada, Santa Fe Arbitre : Christophe Ridley (en) |

| 8 juin 2019 | Angleterre -20 | 24 - 23 (7 - 6) | Italie -20 (bd) | Club de Rugby Ateneo Inmaculada, Santa Fe Arbitre : James Doleman (en) |
| 8 juin 2019 | Essai(s) : 3 Coles (29e), Willis (56e), Capstick (en) (64e) Transformation(s) : 3 Hodge (29e, 57e, 66e) Pénalité(s) : 1 Hodge (74e) | Rapport         | Essai(s) : 3 Lai (44e), Capuozzo (49e), Garbisi (60e) Transformation(s) : 1 Garbisi (61e) Pénalité(s) : 2 Da Re (10e, 38e) Carton(s) jaune(s) : 1 Stoian (en) (55e) | Club de Rugby Ateneo Inmaculada, Santa Fe Arbitre : James Doleman (en) |
| 8 juin 2019 | | Rapport         | | Club de Rugby Ateneo Inmaculada, Santa Fe Arbitre : James Doleman (en) |

| 12 juin 2019 | Italie -20                                                                                             | 14 - 38 (7 - 31) | Irlande -20 (bo) | Club de Rugby Ateneo Inmaculada, Santa Fe Arbitre : Rasta Rasivhenge |
| 12 juin 2019 | Essai(s) : 2 Fusco (40e+5), de pénalité (42e) Transformation(s) : 2 Garbisi (40e+6), de pénalité (42e) | Rapport          | Essai(s) : 5 Milne (7e), Foley (en) (15e), Allison (33e), Russell (en) (37e), Baird (55e) Transformation(s) : 5 Healy (8e, 16e, 34e, 38e, 57e) Pénalité(s) : 1 Healy (12e) | Club de Rugby Ateneo Inmaculada, Santa Fe Arbitre : Rasta Rasivhenge |
| 12 juin 2019 | | Rapport          | | Club de Rugby Ateneo Inmaculada, Santa Fe Arbitre : Rasta Rasivhenge |

| 12 juin 2019 | (bo) Angleterre -20 | 56 - 33 (42 - 12) | Australie -20 (bo) | Club de Rugby Ateneo Inmaculada, Santa Fe Arbitre : Craig Evans (en) |
| 12 juin 2019 | Essai(s) : 8 Dingwall (5e), Sleightholme (9e), Hill (21e, 23e), de Glanville (32e), Hinkley (en) (39e), Vunipola (51e), Willis (63e) Transformation(s) : 8 Hodge (6e, 10e, 21e, 24e, 33e, 40e, 52e, 64e) | Rapport           | Essai(s) : 5 Lolesio (11e), Lucas (en) (16e), Harris (en) (54e), McReight (71e), Tizzano (78e) Transformation(s) : 4 Harrison (en) (12e, 55e), Donaldson (72e, 79e) Carton(s) rouge(s) : 1 Tafa (en) (3e) | Club de Rugby Ateneo Inmaculada, Santa Fe Arbitre : Craig Evans (en) |
| 12 juin 2019 | | Rapport           | | Club de Rugby Ateneo Inmaculada, Santa Fe Arbitre : Craig Evans (en) |

#### Groupe C
| Rang | Pays                 | J | V | N | D | Bo | Bd | Pm  | Pe  | Diff | Pts |
| ---- | -------------------- | - | - | - | - | -- | -- | --- | --- | ---- | --- |
| 1    | Afrique du Sud -20   | 3 | 3 | 0 | 0 | 2  | 0  | 116 | 56  | +60  | 14  |
| 2    | Nouvelle-Zélande -20 | 3 | 2 | 0 | 1 | 2  | 0  | 114 | 71  | +43  | 10  |
| 3    | Géorgie -20          | 3 | 1 | 0 | 2 | 0  | 0  | 50  | 105 | -55  | 4   |
| 4    | Écosse -20           | 3 | 0 | 0 | 3 | 1  | 1  | 64  | 112 | -48  | 2   |

|  | Qualifié pour les demi-finales       |
|  | Qualifié pour le classement de 5 à 8 |
|  | Classement de 9 à 12                 |

| 4 juin 2019 | (bo) Afrique du Sud -20 | 43 - 19 (17 -12) | Écosse -20 | Racecourse Stadium, Rosario Arbitre : Craig Evans (en) |
| 4 juin 2019 | Essai(s) : 6 Horn (en) (18e), Hendrikse (37e, 50e), van der Mescht (68e), Nohamba (70e), Dube (en) (80e) Transformation(s) : 5 Hendrikse (19e, 37e, 68e), Nohamba (71e, 80e+1) Pénalité(s) : 1 Hendrikse (10e) Carton(s) jaune(s) : 1 van Heerden (en) (40e) | Rapport          | Essai(s) : 3 Walker (16e), de pénalité (40e), Anderson (en) (63e) Transformation(s) : 2 de pénalité (40e), Thompson (64e) | Racecourse Stadium, Rosario Arbitre : Craig Evans (en) |
| 4 juin 2019 | | Rapport          | | Racecourse Stadium, Rosario Arbitre : Craig Evans (en) |

| 4 juin 2019 | (bo) Nouvelle-Zélande -20 | 45 - 13 (19 - 6) | Géorgie -20                                                                                                   | Club de Rugby Ateneo Inmaculada, Santa Fe Arbitre : Andrea Piardi |
| 4 juin 2019 | Essai(s) : 7 Plumtree (14e), Herbert (17e), McLeod (36e), Fainga'anuku (53e), Tupaea (62e), Dyer (72e), Mua (80e) Transformation(s) : 5 Reihana (en) (15e, 37e, 63e, 73e, 80e+1) Carton(s) jaune(s) : 1 Nanai-Seturo (9e) | Rapport          | Essai(s) : 1 Jintcharadze (44e) Transformation(s) : 1 Abzhandadze (45e) Pénalité(s) : 2 Abzhandadze (7e, 27e) | Club de Rugby Ateneo Inmaculada, Santa Fe Arbitre : Andrea Piardi |
| 4 juin 2019 | | Rapport          | | Club de Rugby Ateneo Inmaculada, Santa Fe Arbitre : Andrea Piardi |

| 8 juin 2019 | (bo) Afrique du Sud -20 | 48 - 20 (21 - 5) | Géorgie -20 | Racecourse Stadium, Rosario Arbitre : Ben Blain (en) |
| 8 juin 2019 | Essai(s) : 8 Richardson (10e, 63e), Ntlabakanye (en) (36e), Mbatha (en) (40e), Pretorius (en) (48e), Davids (77e), Coetzer (79e) Transformation(s) : 4 Hendrikse (11e, 37e, 40e), Nohamba (64e) Carton(s) jaune(s) : 2 Isaacs (en) (29e), van Heerden (en) (53e), Abrahams (58e) | Rapport          | Essai(s) : 3 Lashkhi (en) (26e, 54e), Tchitchinadze (80e+1) Transformation(s) : 1 Abzhandadze (80e+1) Pénalité(s) : 1 Abzhandadze (43e) | Racecourse Stadium, Rosario Arbitre : Ben Blain (en) |
| 8 juin 2019 | | Rapport          | | Racecourse Stadium, Rosario Arbitre : Ben Blain (en) |

| 8 juin 2019 | (bo) Nouvelle-Zélande -20 | 52 - 33 (26 - 12) | Écosse -20 (bo) | Racecourse Stadium, Rosario Arbitre : Nika Amashukeli |
| 8 juin 2019 | Essai(s) : 8 Uluilakepa (en) (7e), Gregory (en) (13e), Lalomilo (en) (24e, 53e), Tupaea (27e), Williams (59e), Norris (en) (62e), Plumtree (80e+1) Transformation(s) : 6 Burke (8e, 14e, 25e, 59e, 63e, 80e+2) | Rapport           | Essai(s) : 5 McCallum (en) (29e), Smith (33e, 44e), Ashman (66e), Blain (en) (71e) Transformation(s) : 4 Chamberlain (en) (34e, 46e), Thompson (67e, 71e) | Racecourse Stadium, Rosario Arbitre : Nika Amashukeli |
| 8 juin 2019 | | Rapport           | | Racecourse Stadium, Rosario Arbitre : Nika Amashukeli |

| 12 juin 2019 | Géorgie -20 | 17 - 12 (0 - 7) | Écosse -20 (bd)                                                   | Racecourse Stadium, Rosario Arbitre : James Doleman (en) |
| 12 juin 2019 | Essai(s) : 2 Abzhandadze (57e), Nioradze (74e) Transformation(s) : 2 Abzhandadze (58e, 76e) Pénalité(s) : 1 Abzhandadze (47e) | Rapport         | Essai(s) : 2 Ashman (5e, 53e) Transformation(s) : 1 Thompson (6e) | Racecourse Stadium, Rosario Arbitre : James Doleman (en) |
| 12 juin 2019 | | Rapport         |                                                                   | Racecourse Stadium, Rosario Arbitre : James Doleman (en) |

| 12 juin 2019 | Afrique du Sud -20 | 25 - 17 (19 - 3) | Nouvelle-Zélande -20 | Racecourse Stadium, Rosario Arbitre : Damon Murphy (en) |
| 12 juin 2019 | Essai(s) : 2 Isaacs (en) (8e), van der Mescht (19e) Pénalité(s) : 5 Hendrikse (14e, 39e, 40e+1), Nohamba (72e 79e) Carton(s) jaune(s) : 3 Richardson (21e), Sangweni (en) (34e), Mollentze (en) (45e) | Rapport          | Essai(s) : 2 de pénalité (45e), Lalomilo (en) (75e) Transformation(s) : 2 de pénalité (45e), Burke (76e) Pénalité(s) : 1 Burke (35e) | Racecourse Stadium, Rosario Arbitre : Damon Murphy (en) |
| 12 juin 2019 | | Rapport          | | Racecourse Stadium, Rosario Arbitre : Damon Murphy (en) |

#### Classement de la phase de groupes
| Rang | Équipe               | RG  | Pts | Diff |
| ---- | -------------------- | --- | --- | ---- |
| 1    | Afrique du Sud -20   | 1er | 14  | 60   |
| 2    | Argentine -20        | 1er | 11  | 43   |
| 3    | Australie -20        | 1er | 11  | 29   |
| 4    | France -20           | 2e  | 11  | 14   |
| 5    | Nouvelle-Zélande -20 | 2e  | 10  | 43   |
| 6    | Irlande -20          | 2e  | 10  | 12   |
| 7    | Angleterre -20       | 3e  | 9   | 8    |
| 8    | Pays de Galles -20   | 3e  | 9   | 2    |
| 9    | Géorgie -20          | 3e  | 4   | -55  |
| 10   | Écosse -20           | 4e  | 2   | -48  |
| 11   | Italie -20           | 4e  | 1   | -49  |
| 12   | Fidji -20            | 4e  | 1   | -59  |

### Tableau final

#### Classement 9 à 12
|  | Tour de classement                          | Tour de classement                          |               |    | Neuvième place                              | Neuvième place                              |
|  | Tour de classement                          | Tour de classement                          |               |    | Neuvième place                              | Neuvième place                              |
|  |                                             |                                             |               |    |                                             |                                             |
|  | Le 17 juin 2019 au Old Resian Club, Rosario | Le 17 juin 2019 au Old Resian Club, Rosario |               |    | Le 22 juin 2019 au Old Resian Club, Rosario | Le 22 juin 2019 au Old Resian Club, Rosario |
|  | Le 17 juin 2019 au Old Resian Club, Rosario | Le 17 juin 2019 au Old Resian Club, Rosario |               |    | Le 22 juin 2019 au Old Resian Club, Rosario | Le 22 juin 2019 au Old Resian Club, Rosario |
|  | Écosse -20                                  | 19                                          |               |    | Le 22 juin 2019 au Old Resian Club, Rosario | Le 22 juin 2019 au Old Resian Club, Rosario |
|  | Écosse -20                                  | 19                                          |               |    | Le 22 juin 2019 au Old Resian Club, Rosario | Le 22 juin 2019 au Old Resian Club, Rosario |
|  | Italie -20                                  | 26                                          |               |    | Le 22 juin 2019 au Old Resian Club, Rosario | Le 22 juin 2019 au Old Resian Club, Rosario |
|  | Italie -20                                  | 26                                          | Italie -20    | 29 |                                             |                                             |
|  | Le 17 juin 2019 au Old Resian Club, Rosario |                                             | Italie -20    | 29 |                                             |                                             |
|  |                                             | Géorgie -20                                 | 17            |    |                                             |                                             |
|  | Géorgie -20                                 | Géorgie -20                                 | 17            | 12 |                                             |                                             |
|  | Géorgie -20                                 |                                             |               | 12 |                                             |                                             |
|  | Fidji -20                                   | 8                                           |               |    |                                             |                                             |
|  | Fidji -20                                   | 8                                           | Onzième place |    |                                             |                                             |
|  |                                             |                                             |               |    |                                             |                                             |
|  | Le 22 juin 2019 au Old Resian Club, Rosario |                                             |               |    |                                             |                                             |
|  |                                             |                                             |               |    |                                             |                                             |
|  | Écosse -20                                  | 34                                          |               |    |                                             |                                             |
|  | Écosse -20                                  | 34                                          |               |    |                                             |                                             |
|  | Fidji -20                                   | 59                                          |               |    |                                             |                                             |
|  | Fidji -20                                   | 59                                          |               |    |                                             |                                             |

##### Demi-finales de classement
| 17 juin 2019 | Écosse -20                                                                                 | 19 - 26 (7 - 19) | Italie -20 | Old Resian Club, Rosario Arbitre : Damon Murphy (en) |
| 17 juin 2019 | Essai(s) : 3 Ashman (17e, 78e), Blain (en) (80e) Transformation(s) : 2 Thompson (19e, 79e) | Rapport          | Essai(s) : 4 de pénalité (26e, 35e, 40e), Garbisi (62e) Transformation(s) : 3 Garbisi (26e, 36e, 63e) Carton(s) jaune(s) : 1 Koffi (en) (77e) | Old Resian Club, Rosario Arbitre : Damon Murphy (en) |
| 17 juin 2019 |                                                                                            | Rapport          | | Old Resian Club, Rosario Arbitre : Damon Murphy (en) |

| 17 juin 2019 | Géorgie -20                                                                                | 12 - 8 (0 - 5) | Fidji -20                                                                                   | Old Resian Club, Rosario Arbitre : Rasta Rasivhenge |
| 17 juin 2019 | Essai(s) : 2 Iashagashvili (62e), Karkadze (80e+1) Transformation(s) : 1 Abzhandadze (63e) | Rapport        | Essai(s) : 1 Momo (en) (9e) Pénalité(s) : 1 Muntz (54e) Carton(s) jaune(s) : 1 Loaloa (58e) | Old Resian Club, Rosario Arbitre : Rasta Rasivhenge |
| 17 juin 2019 |                                                                                            | Rapport        |                                                                                             | Old Resian Club, Rosario Arbitre : Rasta Rasivhenge |

##### Match pour la11eplace
| 22 juin 2019 | Écosse -20 | 34 - 59 (15 - 38) | Fidji -20 | Old Resian Club, Rosario Arbitre : Craig Evans (en) |
| 22 juin 2019 | Essai(s) : 5 Blain (en) (12e, 63e), Davidson (30e), Ashman (47e, 68e) Transformation(s) : 3 Thompson (30e, 48e, 69e) Pénalité(s) : 1 Thompson (8e) | Rapport           | Essai(s) : 8 Ratumaitavuki (5e), Tuqovu Ramototabua (19e), Waqaninavatu (33e, 51e), Rasaku (38e), Natoga (40e), Qaranivalu (76e), Droasese (78e) Transformation(s) : 8 Muntz (6e, 20e, 34e, 39e, 40e+2, 52e, 77e, 79e) Pénalité(s) : 1 Muntz (24e) | Old Resian Club, Rosario Arbitre : Craig Evans (en) |
| 22 juin 2019 | | Rapport           | | Old Resian Club, Rosario Arbitre : Craig Evans (en) |

##### Match pour la9eplace
| 22 juin 2019 | Italie -20 | 29 - 17 (7 - 3) | Géorgie -20 | Old Resian Club, Rosario Arbitre : Pali Deluca |
| 22 juin 2019 | Essai(s) : 4 Drudi (en) (12e), Mori (60e), Trulla (66e), Capuozzo (78e) Transformation(s) : 3 Garbisi (14e, 61e, 67e) Pénalité(s) : 1 Garbisi (69e) | Rapport         | Essai(s) : 2 Tapladze (49e), Alania (53e) Transformation(s) : 2 Abzhandadze (49e, 54e) Pénalité(s) : 1 Abzhandadze (40e+2) Carton(s) jaune(s) : 1 Simsive (34e) | Old Resian Club, Rosario Arbitre : Pali Deluca |
| 22 juin 2019 | | Rapport         | | Old Resian Club, Rosario Arbitre : Pali Deluca |

#### Classement 5 à 8
|  | Tour de classement                             | Tour de classement                             |                    |    | Cinquième place                                | Cinquième place                                |
|  | Tour de classement                             | Tour de classement                             |                    |    | Cinquième place                                | Cinquième place                                |
|  |                                                |                                                |                    |    |                                                |                                                |
|  | Le 17 juin 2019 au Racecourse Stadium, Rosario | Le 17 juin 2019 au Racecourse Stadium, Rosario |                    |    | Le 22 juin 2019 au Racecourse Stadium, Rosario | Le 22 juin 2019 au Racecourse Stadium, Rosario |
|  | Le 17 juin 2019 au Racecourse Stadium, Rosario | Le 17 juin 2019 au Racecourse Stadium, Rosario |                    |    | Le 22 juin 2019 au Racecourse Stadium, Rosario | Le 22 juin 2019 au Racecourse Stadium, Rosario |
|  | Nouvelle-Zélande -20                           | 7                                              |                    |    | Le 22 juin 2019 au Racecourse Stadium, Rosario | Le 22 juin 2019 au Racecourse Stadium, Rosario |
|  | Nouvelle-Zélande -20                           | 7                                              |                    |    | Le 22 juin 2019 au Racecourse Stadium, Rosario | Le 22 juin 2019 au Racecourse Stadium, Rosario |
|  | Pays de Galles -20                             | 8                                              |                    |    | Le 22 juin 2019 au Racecourse Stadium, Rosario | Le 22 juin 2019 au Racecourse Stadium, Rosario |
|  | Pays de Galles -20                             | 8                                              | Pays de Galles -20 | 26 |                                                |                                                |
|  | Le 17 juin 2019 au Old Resian Club, Rosario    |                                                | Pays de Galles -20 | 26 |                                                |                                                |
|  |                                                | Angleterre -20                                 | 45                 |    |                                                |                                                |
|  | Irlande -20                                    | Angleterre -20                                 | 45                 | 23 |                                                |                                                |
|  | Irlande -20                                    |                                                |                    | 23 |                                                |                                                |
|  | Angleterre -20                                 | 30                                             |                    |    |                                                |                                                |
|  | Angleterre -20                                 | 30                                             | Septième place     |    |                                                |                                                |
|  |                                                |                                                |                    |    |                                                |                                                |
|  | Le 22 juin 2019 au Old Resian Club, Rosario    |                                                |                    |    |                                                |                                                |
|  |                                                |                                                |                    |    |                                                |                                                |
|  | Nouvelle-Zélande -20                           | 40                                             |                    |    |                                                |                                                |
|  | Nouvelle-Zélande -20                           | 40                                             |                    |    |                                                |                                                |
|  | Irlande -20                                    | 17                                             |                    |    |                                                |                                                |
|  | Irlande -20                                    | 17                                             |                    |    |                                                |                                                |

##### Demi-finales de classement
| 17 juin 2019 | Nouvelle-Zélande -20                                                                          | 7 - 8 (0 - 5) | Pays de Galles -20                                                 | Racecourse Stadium, Rosario Arbitre : Christophe Ridley (en) |
| 17 juin 2019 | Essai(s) : 1 Vaa'i (70e) Transformation(s) : 1 Burke (71e) Carton(s) jaune(s) : 1 Finau (48e) | Rapport       | Essai(s) : 1 Thomas-Wheeler (en) (18e) Pénalité(s) : 1 Evans (79e) | Racecourse Stadium, Rosario Arbitre : Christophe Ridley (en) |
| 17 juin 2019 |                                                                                               | Rapport       |                                                                    | Racecourse Stadium, Rosario Arbitre : Christophe Ridley (en) |

| 17 juin 2019 | Irlande -20 | 23 - 30 (6 - 13) | Angleterre -20 | Old Resian Club, Rosario Arbitre : Ben Blain (en) |
| 17 juin 2019 | Essai(s) : 2 Wren (en) (70e), Deeny (en) (72e) Transformation(s) : 2 Healy (71e, 73e) Pénalité(s) : 3 Healy (11e, 21e, 45e) Carton(s) jaune(s) : 1 Tierney-Martin (en) (58e) | Rapport          | Essai(s) : 3 Hodge (36e), Maunder (en) (55e), Willis (80e+1) Transformation(s) : 3 Hodge (37e, 56e, 80e+2) Pénalité(s) : 3 Hodge (18e, 34e, 47e) Carton(s) jaune(s) : 3 Hill (7e), Owen (en) (28e), Tuima (74e) | Old Resian Club, Rosario Arbitre : Ben Blain (en) |
| 17 juin 2019 | | Rapport          | | Old Resian Club, Rosario Arbitre : Ben Blain (en) |

##### Match pour la7eplace
| 22 juin 2019 | Nouvelle-Zélande -20 | 40 - 17 (26 - 5) | Irlande -20 | Old Resian Club, Rosario Arbitre : Andrea Piardi |
| 22 juin 2019 | Essai(s) : 6 Nanai-Seturo (6e, 13e), Norris (en) (9e), Fainga'anuku (21e), Williams (66e), Klein (en) (72e) Transformation(s) : 5 Reihana (en) (7e, 10e, 22e, 67e, 72e) Carton(s) jaune(s) : 2 Proctor (40e+1, Williams (74e) | Rapport          | Essai(s) : 3 Wycherley (39e), Tierney-Martin (en) (43e), Baird (50e) Transformation(s) : 1 Flannery (en) (43e) | Old Resian Club, Rosario Arbitre : Andrea Piardi |
| 22 juin 2019 | | Rapport          | | Old Resian Club, Rosario Arbitre : Andrea Piardi |

##### Match pour la5eplace
| 22 juin 2019 | Pays de Galles -20 | 26 - 45 (28 - 0) | Angleterre -20 | Racecourse Stadium, Rosario Arbitre : Nika Amashukeli |
| 22 juin 2019 | Essai(s) : 4 Morgan (43e), Lake (50e), Scragg (59e), Dyer (80e) Transformation(s) : 3 Evans (44e, 51e, 60e) Carton(s) jaune(s) : 1 Thomas-Wheeler (en) (14e) | Rapport          | Essai(s) : 6 Hodge (6e), Capon (en) (11e), de pénalité (14e), Heyes (40e), Dingwall (51e), Hill (74e) Transformation(s) : 6 Hodge (7e, 13e, 40e+1, 52e, 76e), de pénalité (14e) Pénalité(s) : 1 Hodge (69e) | Racecourse Stadium, Rosario Arbitre : Nika Amashukeli |
| 22 juin 2019 | | Rapport          | | Racecourse Stadium, Rosario Arbitre : Nika Amashukeli |

#### Classement 1 à 4
|  | Demi-finales                                   | Demi-finales                                   |                        |    | Finale                                         | Finale                                         |
|  | Demi-finales                                   | Demi-finales                                   |                        |    | Finale                                         | Finale                                         |
|  |                                                |                                                |                        |    |                                                |                                                |
|  | Le 17 juin 2019 au Racecourse Stadium, Rosario | Le 17 juin 2019 au Racecourse Stadium, Rosario |                        |    | Le 22 juin 2019 au Racecourse Stadium, Rosario | Le 22 juin 2019 au Racecourse Stadium, Rosario |
|  | Le 17 juin 2019 au Racecourse Stadium, Rosario | Le 17 juin 2019 au Racecourse Stadium, Rosario |                        |    | Le 22 juin 2019 au Racecourse Stadium, Rosario | Le 22 juin 2019 au Racecourse Stadium, Rosario |
|  | Argentine -20                                  | 13                                             |                        |    | Le 22 juin 2019 au Racecourse Stadium, Rosario | Le 22 juin 2019 au Racecourse Stadium, Rosario |
|  | Argentine -20                                  | 13                                             |                        |    | Le 22 juin 2019 au Racecourse Stadium, Rosario | Le 22 juin 2019 au Racecourse Stadium, Rosario |
|  | Australie -20                                  | 34                                             |                        |    | Le 22 juin 2019 au Racecourse Stadium, Rosario | Le 22 juin 2019 au Racecourse Stadium, Rosario |
|  | Australie -20                                  | 34                                             | Australie -20          | 23 |                                                |                                                |
|  | Le 17 juin 2019 au Racecourse Stadium, Rosario |                                                | Australie -20          | 23 |                                                |                                                |
|  |                                                | France -20                                     | 24                     |    |                                                |                                                |
|  | Afrique du Sud -20                             | France -20                                     | 24                     | 7  |                                                |                                                |
|  | Afrique du Sud -20                             |                                                |                        | 7  |                                                |                                                |
|  | France -20                                     | 20                                             |                        |    |                                                |                                                |
|  | France -20                                     | 20                                             | Match pour la 3e place |    |                                                |                                                |
|  |                                                |                                                |                        |    |                                                |                                                |
|  | Le 22 juin 2019 au Racecourse Stadium, Rosario |                                                |                        |    |                                                |                                                |
|  |                                                |                                                |                        |    |                                                |                                                |
|  | Argentine -20                                  | 16                                             |                        |    |                                                |                                                |
|  | Argentine -20                                  | 16                                             |                        |    |                                                |                                                |
|  | Afrique du Sud -20                             | 41                                             |                        |    |                                                |                                                |
|  | Afrique du Sud -20                             | 41                                             |                        |    |                                                |                                                |

##### Demi-finales
| 17 juin 2019 | Argentine -20 | 13 - 34 (13 - 17) | Australie -20 | Racecourse Stadium, Rosario Arbitre : James Doleman (en) |
| 17 juin 2019 | Essai(s) : 1 de pénalité (40e+3) Transformation(s) : 1 de pénalité (40e+3) Pénalité(s) : 2 de la Vega (20e, 29e) | Rapport           | Essai(s) : 4 Wilson (22e), McDonald (en) (37e), Lonergan (43e), Donaldson (55e) Transformation(s) : 4 Donaldson (24e, 39e, 43e, 56e) Pénalité(s) : 2 Donaldson (12e, 77e) Carton(s) jaune(s) : 1 McDonald (19e) Carton(s) rouge(s) : 1 McDonald (40e+3) | Racecourse Stadium, Rosario Arbitre : James Doleman (en) |
| 17 juin 2019 | | Rapport           | | Racecourse Stadium, Rosario Arbitre : James Doleman (en) |

| 17 juin 2019 | Afrique du Sud -20                                                     | 7 - 20 (7 - 14) | France -20                                                                 | Racecourse Stadium, Rosario Arbitre : Craig Evans (en) |
| 17 juin 2019 | Essai(s) : 1 Mbatha (en) (40e) Transformation(s) : 1 Hendrikse (40e+1) | Rapport         | Essai(s) : 1 Joseph (20e) Pénalité(s) : 5 Carbonel (5e, 8e, 30e, 60e, 70e) | Racecourse Stadium, Rosario Arbitre : Craig Evans (en) |
| 17 juin 2019 |                                                                        | Rapport         |                                                                            | Racecourse Stadium, Rosario Arbitre : Craig Evans (en) |

##### Match pour la3eplace
| 22 juin 2019 | Argentine -20                                                                               | 16 - 41 (3 - 17) | Afrique du Sud -20 | Racecourse Stadium, Rosario Arbitre : Damon Murphy (en) |
| 22 juin 2019 | Essai(s) : 2 de la Vega (41e), Carreras (45e) Pénalité(s) : 2 de la Vega (19e), Roger (58e) | Rapport          | Essai(s) : 5 Nohamba (3e), Abrahams (29e, 63e), van der Mescht (72e), Pretorius (en) (79e) Transformation(s) : 5 Nohamba (4e, 30e, 64e, 72e), Hendrikse (79e) Pénalité(s) : 1 Nohamba (27e) Drop(s) : 1 Coetzer (67e) | Racecourse Stadium, Rosario Arbitre : Damon Murphy (en) |
| 22 juin 2019 |                                                                                             | Rapport          | | Racecourse Stadium, Rosario Arbitre : Damon Murphy (en) |

##### Finale
| 22 juin 2019 20 h 30 | Australie -20 | 23 - 24 (13 - 18) | France -20 | Racecourse Stadium, Rosario Arbitre : James Doleman (en) |
| 22 juin 2019 20 h 30 | Essai(s) : 3 Nawaqanitawase (1re), Lonergan (21e), Wilson (47e) Transformation(s) : 1 Harrison (en) (48e) Pénalité(s) : 2 Harrison (20e, 58e) | Rapport           | Essai(s) : 2 Lachaud (6e), Burin (34e) Transformation(s) : 1 Carbonel (7e) Pénalité(s) : 4 Carbonel (17e, 38e, 56e, 65e) | Racecourse Stadium, Rosario Arbitre : James Doleman (en) |
| 22 juin 2019 20 h 30 | | Rapport           | | Racecourse Stadium, Rosario Arbitre : James Doleman (en) |

| Australie -20 Titulaires Isaac Lucas (en) 15 Triston Reilly (en) 14 Semisi Tupou (en) 13 Noah Lolesio 12 Mark Nawaqanitawase 11 Will Harrison (en) 10 Michael McDonald (en) 9 Will Harris (en) 8 Fraser McReight 7 Harry Wilson 6 Trevor Hosea 5 Michael Wood (en) 4 Josh Nasser (en) 3 Lachlan Lonergan 2 Angus Bell 1 Remplaçants Joe Cotton (en) 16 Bo Abra (en) 17 Darcy Breen 18 Rhys van Nek (en) 19 Esei Ha'angana (en) 20 Nick Frost 21 Carlo Tizzano 22 Henry Robertson (en) 23 |  |  |  | France -20 Titulaires 15 Matthis Lebel 14 Vincent Pinto 13 Arthur Vincent 12 Julien Delbouis 11 Donovan Taofifénua 10 Louis Carbonel 9 Léo Coly 8 Jordan Joseph 7 Thibaut Hamonou 6 Matthias Haddad 5 Florent Vanverberghe 4 Killian Geraci 3 Alex Burin 2 Théo Lachaud 1 Jean-Baptiste Gros Remplaçants 16 Rayne Barka 17 Eli Eglaine 18 Giorgi Beria 19 Paul Mallez 20 Gauthier Maravat 21 Mathieu Hirigoyen 22 Mathieu Smaïli 23 Quentin Delord |

#### Classement final
| Rang | Équipe               |
| ---- | -------------------- |
| 1    | France -20 (T)       |
| 2    | Australie -20        |
| 3    | Afrique du Sud -20   |
| 4    | Argentine -20        |
| 5    | Angleterre -20       |
| 6    | Pays de Galles -20   |
| 7    | Nouvelle-Zélande -20 |
| 8    | Irlande -20          |
| 9    | Italie -20           |
| 10   | Géorgie -20          |
| 11   | Fidji -20            |
| 12   | Écosse -20           |

## Bilan du championnat

### Récompenses
Le joueur argentin Juan Pablo Castro (en) est élu révélation du tournoi (Breakthrough Player of the Tournament en anglais) après un vote sur les réseaux sociaux avant le déroulement de la dernière journée. 
Les trois autres joueurs nommés pour ce trophée étaient le Français Louis Carbonel, le Sud-Africain Jaden Hendrikse et l'Australien Fraser McReight.

### Statistiques
Statistiques des joueurs pour le championnat 2019 :
| Rang | Joueur             | Points |
| ---- | ------------------ | ------ |
| 1    | Josh Hodge         | 63     |
| 2    | Louis Carbonel     | 52     |
| 3    | Cai Evans          | 46     |
| 4    | Joaquin de la Vega | 45     |
| 5    | Will Harrison (en) | 43     |
| 6    | Ben Healy          | 41     |
| 6    | Jaden Hendrikse    | 41     |
| 8    | Ewan Ashman        | 35     |
| 9    | Tedo Abzhandadze   | 34     |
| 10   | Sanele Nohamba     | 33     |
| 10   | Caleb Muntz        | 33     |
| 10   | Paolo Garbisi      | 33     |

| Rang | Joueur                 | Essais |
| ---- | ---------------------- | ------ |
| 1    | Ewan Ashman            | 7      |
| 2    | Jordan Joseph          | 5      |
| 3    | Jack Blain (en)        | 4      |
| 3    | Lachlan Lonergan       | 4      |
| 5    | JJ van der Mescht      | 3      |
| 5    | Kaminieli Rasaku       | 3      |
| 5    | Lalomilo Lalomilo (en) | 3      |
| 5    | Ollie Sleightholme     | 3      |
| 5    | Ted Hill               | 3      |
| 5    | Thaakir Abrahams       | 3      |
| 5    | Tom Willis             | 3      |
| 5    | Tomi Lewis (en)        | 3      |

| Rang | Joueur                 | Transformations réussies |
| ---- | ---------------------- | ------------------------ |
| 1    | Josh Hodge             | 19                       |
| 2    | Will Harrison (en)     | 13                       |
| 3    | Ben Healy              | 12                       |
| 4    | Caleb Muntz            | 10                       |
| 4    | Lalomilo Lalomilo (en) | 10                       |

| Rang | Joueur             | Pénalités réussies |
| ---- | ------------------ | ------------------ |
| 1    | Louis Carbonel     | 11                 |
| 2    | Cai Evans          | 10                 |
| 3    | Joaquin de la Vega | 7                  |
| 4    | Josh Hodge         | 5                  |
| 4    | Tedo Abzhandadze   | 5                  |

| Rang | Joueur                 | Offloads |
| ---- | ---------------------- | -------- |
| 1    | Jake Flannery (en)     | 11       |
| 2    | Osea Waqaninavatu      | 10       |
| 2    | Donovan Taofifénua     | 10       |
| 2    | Alivereti Loaloa       | 10       |
| 5    | Leicester Fainga'anuku | 9        |
| 5    | Jordan Joseph          | 9        |
| 7    | Ilaisa Droasese        | 8        |
| 8    | Alessandro Fusco       | 7        |
| 9    | Julien Delbouis        | 6        |
| 9    | Simione Kuruvoli       | 6        |
| 9    | Ange Capuozzo          | 6        |
| 9    | Fraser Dingwall        | 6        |

| Rang | Joueur              | Percées |
| ---- | ------------------- | ------- |
| 1    | Josh Hodge          | 11      |
| 2    | Epeli Momo (en)     | 10      |
| 2    | Mateo Carreras      | 10      |
| 2    | Mark Nawaqanitawase | 10      |
| 5    | Isaac Lucas (en)    | 9       |
| 5    | Jack Blain (en)     | 9       |
| 5    | Donovan Taofifénua  | 9       |
| 8    | 7 joueurs           | 8       |